# Eria lohitensis
Eria lohitensis är en orkidéart som beskrevs av A.N.Rao, Harid. och S.N.Hedge. Eria lohitensis ingår i släktet Eria och familjen orkidéer.
Artens utbredningsområde är Arunachal Pradesh. Inga underarter finns listade i Catalogue of Life.